# Strage di Costa d'Oneglia
La strage di Costa d'Oneglia, avvenuta nella notte tra il 4 e il 5 maggio 1945, fu un'esecuzione sommaria di ventisei fascisti, tra cui l'ex deputato Pietro Salvo, compiuta da un gruppo di partigiani.

## Le fonti
Una prima trattazione dell'evento si rinviene nell'opera Storia della guerra civile in Italia 1943-1945 del giornalista e saggista Giorgio Pisanò, all'epoca combattente nella Xª Flottiglia MAS e in seguito tra i fondatori del Movimento Sociale Italiano.
Lo storico tedesco Hans Woller, in un ampio e documentato studio del 1996 sull'epurazione del fascismo in Italia, dedica alcune righe alle uccisioni di Oneglia basandosi su un documento del Ministero dell'Interno datato 9 agosto 1945. Woller colloca l'evento nell'ambito dell'epurazione «selvaggia» di quei giorni, segnati da un «clima di terrore e di paura», e lo definisce uno dei «gravi» episodi di «giustizia sommaria» che si verificarono nello stesso periodo nelle carceri di altre località dell'Italia settentrionale.

## Contesto storico e antefatti
Nell'area di Imperia la lotta partigiana era stata caratterizzata da numerosi scontri cruenti, rastrellamenti nazifascisti e fucilazioni sommarie, proprio all'inizio del 1945 nel comune di Diano Marina i tedeschi avevano fucilato per rappresaglia 20 persone tra partigiani e ostaggi. Per questi motivi la Provincia di Imperia è tra le città decorate al valor militare per la guerra di liberazione, insignita della medaglia d'oro al valor militare.
In accordo a quanto scrive Guido Crainz, in generale, dopo il 25 aprile 1945 in Liguria il numero delle uccisioni di fascisti o di persone ritenute tali è rilevante, soprattutto nelle province di Imperia, Savona e La Spezia.

## Il carcere di Imperia
La sera del 4 maggio, alle 11 della sera, si presentarono al carcere di Imperia un gruppo di armati, che intimarono ai guardiani di aprire la porta. Entrati nel carcere si qualificarono come membri della polizia partigiana incaricati di prelevare un certo numero di prigionieri colà custoditi.
Ventotto persone furono isolate dagli altri prigionieri e sommariamente processate. Secondo il giornalista e saggista Giorgio Pisanò (all'epoca combattente nella Xª Flottiglia MAS e in seguito tra i fondatori del Movimento Sociale Italiano), i prigionieri subirono anche sevizie di vario tipo. Dei ventotto iniziali due furono rilasciati, i fratelli Quinto e Carlotto Daneri, che durante la guerra civile avevano finanziato la Resistenza. I partigiani presero in consegna i rimanenti 26 prigionieri e li portarono via a bordo di due autocarri, dopo averli legati col fil di ferro.

## L'esecuzione

L'ex deputato imperiese Pietro Salvo

Gli autocarri, scortati da una quarantina di partigiani e pieni di prigionieri si diressero fuori città. Giunti in località Cappuccini, i prigionieri furono fatti scendere e avviati a piedi fino a Costa d'Oneglia. I condannati, arrivati presso la chiesa del Carmine, ottennero la possibilità di entrare per un'ultima preghiera, ma alla fine intonarono in coro Giovinezza. Questo fatto fece infuriare i partigiani che li trascinarono via a forza per un altro centinaio di metri fino ad una trincea scavata dai tedeschi durante la guerra appena conclusa. Le vittime furono spinte sul bordo della buca e lì uccise a raffiche di mitra. Tra le vittime figurava anche Pietro Salvo, ex deputato del PNF. Tra questi si salvò solamente Francesco Agnelli, che pur coperto di ferite, si districò dai cadaveri e raggiunse degli amici a Diano Castello ai quali raccontò i fatti. Ma nelle 48 ore dopo fu rintracciato dai partigiani e nuovamente fucilato.
I 26 cadaveri furono ritrovati la mattina seguente in una località isolata.
L'intervento dei settori moderati della Resistenza impedì che nei giorni immediatamente successivi altri civili fossero nuovamente tratti dal carcere di Imperia. Il CLN tre giorni dopo la strage fece affiggere un manifesto in cui si condannava la strage e si invitava alla pacificazione.
Nonostante questo, il 18 giugno, furono prelevate e uccise ancora due giovani infermiere ex appartenenti del SAF sospettate di conoscere i nomi degli autori della strage, Giovanna Serini e Lidia Bosia. Furono violentate ed uccise a Oliveto di Imperia, nei pressi di Oneglia.
In una testimonianza resa il 16 giugno 1945 dal deputato democristiano Ambrogio Viale, all'epoca prefetto della provincia di Imperia: "In quei giorni i partigiani facevano le cose a modo loro. E disponevano delle carceri senza nessuna disciplina. Introducendovi persone prese a casaccio e liberando quelle che ritenevano meritevoli d'essere scarcerate".

## Le vittime di Costa d'Oneglia
| Nome e cognome       | Attività                          | provenienza         | età     | Note                                |
| -------------------- | --------------------------------- | ------------------- | ------- | ----------------------------------- |
| Pietro Salvo         | Negoziante di olio                | Porto Maurizio (IM) | 54 anni | Ex deputato PNF                     |
| Leopoldo Pira        | Commerciante                      | Costa d'Oneglia     | 57 anni | Squadrista iscritto al PNF dal 1919 |
| Martino Musso        | Civile                            | Oneglia (IM)        | 46 anni | Brigata Nera "Antonio Padoan"       |
| Nullo Mangia         | Commerciante                      | Medesano (PR)       | 52 anni |                                     |
| Francesco Agnelli    | Impiegato del Servizio Alimentare | Sestri Ponente (GE) | 45 anni |                                     |
| Francesco Barbarotta | Agente di pubblica sicurezza      | Geraci Siculo (PA)  | 40 anni |                                     |
| Antonio Baroncini    | Ricevitore dei Monopoli di stato  | Volterra (PI)       | 54 anni |                                     |
| Arturo De Filippis   | Civile                            | Napoli              | 58 anni |                                     |
| Ivo Di Donè          | Civile pensionato                 | Cittadella (PD)     | 54 anni |                                     |
| Teresio Mameli       | Apprendista                       | Oneglia (IM)        | 17 anni |                                     |
| Giuseppe Ferrario    | Civile                            | Imperia             | 26 anni |                                     |
| Antonio Calvi        | Civile                            | Oneglia (IM)        | 51 anni |                                     |
| Eugenio Calderone    | Elettricista                      | Palermo             | 49 anni |                                     |
| Stefano Aicardi      | Contadino                         | Cipressa (IM)       | 57 anni |                                     |
| Ernesto Aiello       | Agente di pubblica sicurezza      | Gabès (Tunisia)     | 24 anni |                                     |
| Gustavo Acquarone    | Impiegato civile                  | Oneglia (IM)        | 61 anni | Squadrista iscritto al PNF dal 1919 |
| Achille Calegari     | Violinista e maestro di musica    | Castelnuovo (RE)    | 57 anni |                                     |
| Gori Aldo            | Impiegato civile                  | Porto Maurizio (IM) | 32 anni |                                     |
| Illuminato Ferro     | Civile pensionato                 | Porto Maurizio (IM) | 64 anni | Grande invalido di guerra           |
| Angelo Viola         | Panettiere                        | Calizzano (SV)      | 60 anni |                                     |
| Antonio Dedoni       | Impiegato Civile                  | Mandas (CA)         | 24 anni |                                     |
| Francesco Languasco  | Civile                            | Oneglia (IM)        | 69 anni |                                     |
| Isidoro Dominici     | Industriale                       | Oneglia (IM)        | 43 anni | Brigata Nera "Antonio Padoan"       |
| Carmelo Daunisi      | Panettiere                        | Naro (AG)           | 18 anni |                                     |
| 2 Caduti ignoti      |                                   |                     |         |                                     |

## Le vittime di Oliveto di Imperia
| Nome e cognome  | Attività   | provenienza             | età     | Note           |
| --------------- | ---------- | ----------------------- | ------- | -------------- |
| Giovanna Serini | Infermiera | Treviso (TV)            | 22 anni | SAF Ausiliaria |
| Lidia Bosia     | Infermiera | Baldichieri d'Asti (AT) | 25 anni | SAF Ausiliaria |

## La memoria
La strage è stata a lungo ricordata quasi esclusivamente negli ambienti della destra politica.
Nel 2006 sull'eccidio fu aperta un'inchiesta da parte della procura di Imperia conclusasi con un non luogo a procedere.
In tempi più recenti gli avvenimenti sono usciti dall'oblio ed esponenti del PDL e de La Destra imperiese hanno richiesto all'amministrazione cittadina un riconoscimento fattivo con l'intitolazione di una via o una piazza.